# Eighth Street – New York University
Eighth Street – New York University – stacja metra nowojorskiego, na linii N i R. Znajduje się w dzielnicy Manhattan, w Nowym Jorku i zlokalizowana jest pomiędzy stacjami 14th Street – Union Square i Prince Street. Została otwarta 4 września 1917.